# 入間郵便局
入間郵便局（いるまゆうびんきょく）
- 埼玉県入間市にある郵便局。本記事にて記述する。
- 島根県雲南市にある郵便局。局番号は53142。

入間郵便局（いるまゆうびんきょく）は埼玉県入間市にある郵便局。民営化前の分類では無集配特定郵便局であった。

## 概要
住所：〒358-0023 埼玉県入間市扇台2-1-20
かつては入間市内を郵便区に持つ集配郵便局だったが、民営化前の集配再編において狭山郵便局に集配業務を移管し、無集配郵便局となった。

## 沿革
- 1872年8月4日（明治5年7月1日） - 扇町屋（おうぎまちや）郵便取扱所として開設[1]。
- 1875年（明治8年）1月1日 - 扇町屋郵便局（五等）となる。
- 1885年（明治18年）7月25日 - 貯金取扱を開始。
- 1890年（明治23年）7月16日 - 為替取扱を開始。
- 1900年（明治33年）3月21日 - 扇町屋郵便電信局となる。
- 1903年（明治36年）4月1日 - 通信官署官制の施行に伴い扇町屋郵便局となる。
- 1909年（明治42年）7月16日 - 豊岡（とよおか）郵便局に改称。
- 1958年（昭和33年）9月11日 - 武蔵（むさし）郵便局に改称[2]。
- 1962年（昭和37年）5月20日 - 電話交換業務を武蔵電報電話局に移管。
- 1964年（昭和39年）11月16日 - 特定郵便局から普通郵便局に局種別改定。同日、宮寺郵便局から集配業務の一部[3]を移管。
- 1965年（昭和40年）2月16日 - 和文電報配達、国内欧文電報受付・配達、国際電報受付・配達の各事務を、武蔵電報電話局に移管。
- 1967年（昭和42年）2月15日 - 入間郵便局[4]に改称。
- 1998年（平成10年）9月1日 - 外国通貨の両替および旅行小切手の売買に関する業務取扱を開始。
- 2005年（平成17年）3月12日 - 角栄簡易郵便局および二本木簡易郵便局の一時閉鎖[5]に伴い、取扱事務を承継[6]。
- 2007年（平成19年）3月19日 - 集配業務を狭山郵便局に移管[7]。
- 2007年（平成19年）10月1日 - 民営化。
- 2012年（平成24年）10月1日 - 日本郵便株式会社発足。

## 取扱内容
- 郵便、印紙、ゆうパック、内容証明
- 貯金、為替、振替、振込、国際送金、外貨両替・トラベラーズチェック、国債、投資信託
- 生命保険、バイク自賠責保険
- ゆうちょ銀行ATM

## 周辺
- 入間市役所
- 入間市民会館
- 入間市市民体育館
- ヨークマート入間扇台店
- 国道16号
- 国道463号
- 霞川

## アクセス
- 西武池袋線 入間市駅（南口）から徒歩約16分
- 西武バス 扇町屋一丁目停留所下車
- 首都圏中央連絡自動車道（圏央道） 入間ICから北東へ約2.5km
- 駐車場あり：16台